# 星甲実義
星甲 實義（ほしかぶと さねよし、1902年7月21日 - 1944年9月23日）は、鹿児島県鹿児島市出身で井筒部屋に所属した元大相撲力士。本名は中尾 實義（なかお さねよし）。身長176cm、体重116kg。最高位は東前頭2枚目。

## 来歴
1918年5月、井筒部屋から初土俵をふむ。突き押しが得意で、1925年5月場所に新十両、1926年5月場所には7勝土付かずの好成績をあげて、1927年1月、東西合同の場所に新入幕を果たした。
1927年5月場所には新大関の常陸岩を初日に破るなど、しばしば殊勲の星をあげたり、1928年5月場所にはまたも常陸岩を破り、終盤まで1敗で全勝の横綱常ノ花を追走し、10日目（当時は11日制である）の直接対決で敗れるまで優勝争いにからむなど活躍をみせたが、1929年1月場所、常陸岩との対戦で負傷し、それがたたってその後は満足な相撲もとれず、師匠の死もあって1931年3月場所限りで28歳で引退、すぐに井筒部屋を継承した。
師匠としては、幕内鶴ヶ嶺道芳、小松山貞造たちを育て、井筒部屋を中堅部屋としてもりたて、途中で浅香山部屋から源氏山祐蔵を引き取った。また、それまで属していた高砂一門から双葉山相撲道場の一門（現在の時津風一門）に転属した。1944年、42歳で急死。力士たちは双葉山道場に引き取られた。

## 主な成績
- 通算成績：120勝96敗3預65休 勝率.556
- 幕内成績：67勝66敗65休 勝率.504
- 現役在位：34場所
- 幕内在位：18場所
- 各段優勝
  - 十両優勝：1回（1926年5月場所）
  - 三段目優勝：1回（1922年5月場所）

### 場所別成績
| 1918年 （大正7年） | x                      | x                        | （前相撲）             | x                  |
| 1919年 （大正8年） | （前相撲）             | x                        | 東序ノ口28枚目 1–4     | x                  |
| 1920年 （大正9年） | 東序ノ口12枚目 3–1 1預 | x                        | 東序二段34枚目 2–3     | x                  |
| 1921年 （大正10年） | 東序二段37枚目 4–1     | x                        | 東三段目47枚目 2–3     | x                  |
| 1922年 （大正11年） | 西三段目52枚目 4–1     | x                        | 東三段目6枚目 優勝 5–0 | x                  |
| 1923年 （大正12年） | 東幕下25枚目 5–4       | x                        | 西幕下24枚目 4–2       | x                  |
| 1924年 （大正13年） | 西幕下5枚目 1–4        | x                        | 西幕下18枚目 3–2 1預   | x                  |
| 1925年 （大正14年） | 西幕下9枚目 4–1 1預    | x                        | 西十両11枚目 3–3       | x                  |
| 1926年 （大正15年） | 西十両13枚目 5–1       | x                        | 西十両5枚目 優勝 7–0   | x                  |
| 1927年 （昭和2年） | 東前頭14枚目 8–3       | 東前頭14枚目 6–5         | 東前頭5枚目 2–6–3      | 西前頭8枚目 8–3    |
| 1928年 （昭和3年） | 西前頭8枚目 6–5        | 東前頭2枚目 5–6          | 東前頭9枚目 9–2        | 東前頭9枚目 4–7    |
| 1929年 （昭和4年） | 西前頭2枚目 0–5–6      | 西前頭2枚目 0–0–11       | 西前頭11枚目 2–5–4     | 西前頭11枚目 6–5   |
| 1930年 （昭和5年） | 西前頭9枚目 6–5        | 西前頭9枚目 5–6          | 西前頭6枚目 0–0–11     | 西前頭6枚目 0–0–11 |
| 1931年 （昭和6年） | 東前頭15枚目 0–3–8     | 東前頭15枚目 引退 0–0–11 | x                      | x                  |
| 各欄の数字は、「勝ち-負け-休場」を示す。 優勝 引退 休場 十両 幕下 三賞：敢=敢闘賞、殊=殊勲賞、技=技能賞 その他：★=金星 番付階級：幕内 - 十両 - 幕下 - 三段目 - 序二段 - 序ノ口 幕内序列：横綱 - 大関 - 関脇 - 小結 - 前頭（「#数字」は各位内の序列） |                        |                          |                        |                    |